# Cattedrali nel Regno Unito
Le cattedrali del Regno Unito sono di seguito suddivise in base al territorio:
- Cattedrali in Inghilterra e Galles
- Cattedrali in Irlanda del Nord
- Cattedrali in Scozia
- Cattedrali nei Territori Britannici d'Oltremare